# Aktedrilus dentatus
Aktedrilus dentatus är en ringmaskart som beskrevs av Erséus 1983. Aktedrilus dentatus ingår i släktet Aktedrilus och familjen glattmaskar. Inga underarter finns listade i Catalogue of Life.